# Borikhamxai
Borikhamxai ou Bolikhamxai é uma província do Laos. Sua capital é a cidade de Muang Pakxan.
A província foi criada em 1983 com partes das províncias de Khammouane e Vientiane.
Em junho de 1994, a província cedeu parte de sua área para a formação da região ou zona especial de Saysomboun.

## Distritos
- Borikham
- Thaphrabat
- Paksan
- Viengthong
- Pakkadeng
- Khamkeut